# Stiftsøvrighed
Stiftsøvrigheden, den øverste myndighed i et stift i økonomiske og administrative spørgsmål. Stiftsøvrigheden udgøres af biskoppen og stiftamtmanden. Stiftsøvrigheden betjenes af en stiftsadministration, hvis leder benævnes stiftskontorchef. 
Stiftsøvrigheden fører tilsyn med stiftets kirkers forvaltning af kirkebygningerne, kirkegårdene samt præsteboligerne. Hvis kirkebygningerne er over 100 år gamle, skal stiftsøvrigheden godkende ændringer, ligesom udvidelser og anlæggelser af kirkegårde skal godkendes. På det økonomiske område råder stiftsøvrigheden over en del af midlerne i Folkekirkens Fællesfond. Stiftsøvrigheden forestår desuden lønadministration for præsterne i stiftet.
| Religion | Spire Denne religionsartikel er en spire som bør udbygges. Du er velkommen til at hjælpe Wikipedia ved at udvide den. |